# Julian Elsner von Gronow
Julian Karl Ferdinand Elsner von Gronow (* 19. Dezember 1834 in Krotoschin; † 1. Juni 1910 in Köslin) war ein preußischer Verwaltungsjurist und Landrat.

## Leben
Elsner von Gronow war ein Sohn des späteren Ober-Tribunalrates Karl Elsner von Gronow.
Er begann 1860 als Regierungsassessor in Posen. Von 1863 bis 1876 und erneut von 1878 bis 1881 amtierte er als Landrat im Kreis Mogilno der Provinz Posen. 1877 und dann wieder von 1881 bis 1890 wirkte er als Regierungsrat in Breslau. Im selben Jahr 1890 war Julian Elsner von Gronow Verwaltungsgerichtsdirektor in Köslin. Als Geheimer Regierungsrat wurde er 1898 in den Ruhestand versetzt.
Er war seit Mitte April 1866 mit Adelheid Julie Auguste Zierenberg (* 1838) verheiratet.